# Nuoto ai Giochi della XIX Olimpiade - 100 metri stile libero femminili
La competizione dei 100 metri stile libero femminili di nuoto ai Giochi della XIX Olimpiade si è svolta nei giorni 18 e 19 ottobre 1968 alla Piscina Olímpica Francisco Márquez di Città del Messico.

## Programma
| Data            | Round        | Note                                |
| --------------- | ------------ | ----------------------------------- |
| 18 ottobre 1968 | 8 Batterie   | I migliori 24 tempi alle semifinali |
| 18 ottobre      | 3 Semifinali | I migliori 8 tempi alla finale      |
| 19 ottobre      | Finale       |                                     |

## Risultati

### Batterie
| Pos. | Atleta             | Nazione   | Totale | Pos F |
| ---- | ------------------ | --------- | ------ | ----- |
| 1    | Claude Mandonnaud  | Francia   | 1'03"2 | 12 Q  |
| 2    | Elisabeth Berglund | Svezia    | 1'03"6 | 19 Q  |
| 3    | Jenny Steinbeck    | Australia | 1'03"8 | 21 Q  |
| 4    | Simone Hanner      | Francia   | 1'03"8 | 22 Q  |
| 5    | Helen Elliott      | Filippine | 1'05"1 | 32    |
| 6    | Patricia Olano     | Colombia  | 1'05"3 | 36    |

| Pos. | Atleta            | Nazione          | Totale | Pos F |
| ---- | ----------------- | ---------------- | ------ | ----- |
| 1    | Alexandra Jackson | Gran Bretagna    | 1'00"5 | 2 Q   |
| 2    | Natal'ja Ustinova | Unione Sovietica | 1'03"8 | 21 Q  |
| 3    | Miwako Kobayashi  | Giappone         | 1'04"2 | 26    |
| 4    | Mariya Nikolova   | Bulgaria         | 1'05"1 | 32    |
| 5    | Shen Bao-Ni       | Taiwan           | 1'06"7 | 46    |
| 6    | Ruth Apt          | Uruguay          | 1'07"0 | 48    |

| Pos. | Atleta             | Nazione       | Totale | Pos F |
| ---- | ------------------ | ------------- | ------ | ----- |
| 1    | Nel Bos            | Paesi Bassi   | 1'03"0 | 9 Q   |
| 2    | Mirjana Šegrt      | Jugoslavia    | 1'03"3 | 14 Q  |
| 3    | Edit Kovács        | Ungheria      | 1'03"7 | 20 Q  |
| 4    | Catherine Grosjean | Francia       | 1'04"9 | 31    |
| 5    | Fiona Kellock      | Gran Bretagna | 1'05"8 | 39    |
| 6    | Gillian Treers     | Gran Bretagna | 1'06"3 | 44    |
| 7    | Silvana Asturias   | Guatemala     | 1'10"3 | 56    |

| Pos. | Atleta             | Nazione        | Totale | Pos F |
| ---- | ------------------ | -------------- | ------ | ----- |
| 1    | Judit Turóczy      | Ungheria       | 1'02"1 | 7 Q   |
| 2    | Shigeko Kawanishi  | Giappone       | 1'02"6 | 8 Q   |
| 3    | Uta Schmuck        | Germania Est   | 1'03"1 | 11 Q  |
| 4    | Lotten Andersson   | Svezia         | 1'04"5 | 29    |
| 5    | Rosario de Vivanco | Perù           | 1'04"7 | 30    |
| 6    | Ingeborg Renner    | Germania Ovest | 1'05"9 | 40    |
| 7    | Hedy García        | Filippine      | 1'06"1 | 41    |
| 8    | Lorna Blake        | Porto Rico     | 1'13"2 | 57    |

| Pos. | Atleta          | Nazione        | Totale | Pos F |
| ---- | --------------- | -------------- | ------ | ----- |
| 1    | Linda Gustavson | Stati Uniti    | 1'00"8 | 4 Q   |
| 2    | Martina Grunert | Germania Est   | 1'03"2 | 12 Q  |
| 3    | Maria Strumolo  | Italia         | 1'04"1 | 25    |
| 4    | Helmi Boxberger | Germania Ovest | 1'05"1 | 32    |
| 5    | Vera Kock       | Svezia         | 1'05"1 | 33    |
| 6    | Vivian Ortíz    | Messico        | 1'06"9 | 47    |
| 7    | Emilia Figueroa | Uruguay        | 1'07"2 | 49    |
| 8    | Ana Marcial     | Porto Rico     | 1'10"1 | 55    |

| Pos. | Atleta          | Nazione      | Totale | Pos F |
| ---- | --------------- | ------------ | ------ | ----- |
| 1    | Susan Pedersen  | Stati Uniti  | 1'01"5 | 5 Q   |
| 2    | Roswitha Krause | Germania Est | 1'03"3 | 14 Q  |
| 3    | Lynne Watson    | Australia    | 1'03"5 | 18 Q  |
| 4    | Magdolna Patóh  | Ungheria     | 1'03"8 | 21 Q  |
| 5    | Ana Boban       | Jugoslavia   | 1'05"4 | 37    |
| 6    | Toos Beumer     | Paesi Bassi  | 1'06"1 | 41    |
| 7    | Lylian Castillo | Uruguay      | 1'08"3 | 51    |
| 8    | Rosa Hasbún     | El Salvador  | 1'10"0 | 54    |

| Pos. | Atleta             | Nazione          | Totale | Pos F |
| ---- | ------------------ | ---------------- | ------ | ----- |
| 1    | Marion Beverly Lay | Canada           | 1'00"6 | 3 Q   |
| 2    | Lidiya Hrebets     | Unione Sovietica | 1'03"3 | 14 Q  |
| 3    | Oľga Kozičová      | Cecoslovacchia   | 1'03"3 | 14 Q  |
| 4    | Zoya Dus           | Unione Sovietica | 1'04"2 | 26    |
| 5    | Carmen Ferracuti   | El Salvador      | 1'08"5 | 52    |
| 6    | Nguyễn Minh Tam    | Vietnam del Sud  | 1'09"5 | 53    |

| Pos. | Atleta                     | Nazione        | Totale | Pos F |
| ---- | -------------------------- | -------------- | ------ | ----- |
| 1    | Jan Henne                  | Stati Uniti    | 1'00"1 | 1 Q   |
| 2    | Lynette Bell               | Australia      | 1'01"9 | 6 Q   |
| 3    | Oei Liana                  | Taiwan         | 1'03"0 | 9 Q   |
| 4    | Heidi Reineck              | Germania Ovest | 1'04"2 | 26    |
| 5    | Marcia Arriaga             | Messico        | 1'05"4 | 37    |
| 6    | Mirjam van Hemert          | Paesi Bassi    | 1'06"1 | 41    |
| 7    | Hrafnhildur Guðmundsdóttir | Islanda        | 1'06"3 | 44    |
| 8    | Kristina Moir              | Porto Rico     | 1'07"9 | 50    |

### Semifinali
| Pos. | Atleta             | Nazione      | Totale | Pos F |
| ---- | ------------------ | ------------ | ------ | ----- |
| 1    | Marion Beverly Lay | Canada       | 1'00"7 | 5 Q   |
| 2    | Mirjana Šegrt      | Jugoslavia   | 1'01"9 | 7 Q   |
| 3    | Martina Grunert    | Germania Est | 1'02"2 | 8 Q   |
| 4    | Lynette Bell       | Australia    | 1'02"4 | 9     |
| 5    | Jenny Steinbeck    | Australia    | 1'02"6 | 11    |
| 6    | Oei Liana          | Taiwan       | 1'02"8 | 14    |
| 7    | Lynne Watson       | Australia    | 1'02"9 | 17    |
| 8    | Magdolna Patóh     | Ungheria     | 1'03"8 | 22    |

| Pos. | Atleta            | Nazione          | Totale | Pos F |
| ---- | ----------------- | ---------------- | ------ | ----- |
| 1    | Susan Pedersen    | Stati Uniti      | 1'00"2 | 1 Q   |
| 2    | Alexandra Jackson | Gran Bretagna    | 1'00"6 | 3 Q   |
| 3    | Roswitha Krause   | Germania Est     | 1'02"4 | 9     |
| 4    | Uta Schmuck       | Germania Est     | 1'02"8 | 14    |
| 5    | Shigeko Kawanishi | Giappone         | 1'03"0 | 18    |
| 6    | Lidiya Hrebets    | Unione Sovietica | 1'03"3 | 19    |
| 7    | Edit Kovács       | Ungheria         | 1'03"5 | 20    |
| 8    | Natal'ja Ustinova | Unione Sovietica | 1'05"0 | 24    |

| Pos. | Atleta             | Nazione        | Totale | Pos F |
| ---- | ------------------ | -------------- | ------ | ----- |
| 1    | Jan Henne          | Stati Uniti    | 1'00"5 | 2 Q   |
| 2    | Linda Gustavson    | Stati Uniti    | 1'00"6 | 3 Q   |
| 3    | Judit Turóczy      | Ungheria       | 1'01"8 | 6 Q   |
| 4    | Oľga Kozičová      | Cecoslovacchia | 1'02"6 | 11    |
| 5    | Nel Bos            | Paesi Bassi    | 1'02"8 | 14    |
| 6    | Claude Mandonnaud  | Francia        | 1'02"7 | 13    |
| 7    | Elisabeth Berglund | Svezia         | 1'03"5 | 20    |
| 8    | Simone Hanner      | Francia        | 1'04"8 | 23    |

### Finale
| Pos.    | Atleta             | Nazione       | Totale | Nota |
| ------- | ------------------ | ------------- | ------ | ---- |
| Oro     | Jan Henne          | Stati Uniti   | 1'00"0 |      |
| Argento | Susan Pedersen     | Stati Uniti   | 1'00"3 |      |
| Bronzo  | Linda Gustavson    | Stati Uniti   | 1'00"3 |      |
| 4       | Marion Beverly Lay | Canada        | 1'00"5 |      |
| 5       | Martina Grunert    | Germania Est  | 1'01"0 |      |
| 6       | Alexandra Jackson  | Gran Bretagna | 1'01"0 |      |
| 7       | Mirjana Šegrt      | Jugoslavia    | 1'01"5 |      |
| 8       | Judit Turóczy      | Ungheria      | 1'01"6 |      |